# Malattia policistica renale autosomica dominante
La malattia policistica renale autosomica dominante, detta più brevemente malattia policistica renale dell'adulto o semplicemente rene policistico dell'adulto, è una delle forme di malattia policistica renale. Si tratta di una malattia ereditaria caratterizzata dal progressivo sviluppo, all'interno di entrambi i reni, di numerose cisti che, sostituendosi al tessuto funzionante, determinano nel giro di alcuni anni, una insufficienza renale.
Le cisti renali semplici, che possono essere uniche o multiple, sono relativamente comuni e non hanno carattere evolutivo, pertanto vanno distinte dalla malattia policistica che ha invece un decorso inevitabilmente progressivo.
Questa malattia colpisce approssimativamente 1 su 400-1000 nati vivi rappresentando più del 5% dei casi di IRC che richiedono il trapianto o la dialisi.

## Ereditarietà
La malattia policistica del rene si trasmette ereditariamente come carattere autosomico dominante con una penetranza del 100%. È pertanto utile, nei giovani congiunti di primo grado di un paziente affetto da rene policistico, eseguire uno screening mediante ecografia per ricercare eventuali altri casi.
La localizzazione del gene responsabile è il più delle volte sul cromosoma 16 (gene PKD1), vicino al locus dell'alfa-globina e questo è il caso più grave con una aspettativa di vita di poco superiore ai 50 anni, tuttavia è provato che la stessa malattia può essere legata ad alterazioni del cromosoma 4 (gene PKD2) e, ancor più raramente, ad altre alterazioni cromosomiche. La diagnosi prenatale attraverso i marker del DNA è pertanto possibile. È tuttavia necessario sapere su quale cromosoma è necessario cercare analizzando preventivamente almeno 4 familiari affetti. La diagnosi prenatale è sconsigliata per il decorso molto spesso lento della malattia. Fanno eccezione alcune famiglie con manifestazioni gravi e precoci della malattia.
Il gene PKD1 codifica per una proteina la policistina 1. È una proteina integrale di membrana (transmembrana) del ciglio primario ed è di notevoli dimensioni, mentre il PKD2 codifica invece per la policistina 2.
Mentre la policistina 1 ha una funzione probabilmente connessa alle interazioni tra le cellule e con la matrice extracellulare, la policistina 2 è probabilmente un canale permeabile al calcio.
Nel 30% dei pazienti ci sono anche manifestazioni extrarenali dovute anche alla presenza di cisti epatiche e/o alla milza e/o al pancreas. Le cisti epatiche possono essere sede di infezione e comprimere (nei casi gravi) i dotti biliari ostacolando il deflusso della bile, inoltre possono causare sindrome da ingombro con difficoltà respiratoria ma non danno insufficienza epatica.

## Fisiopatologia

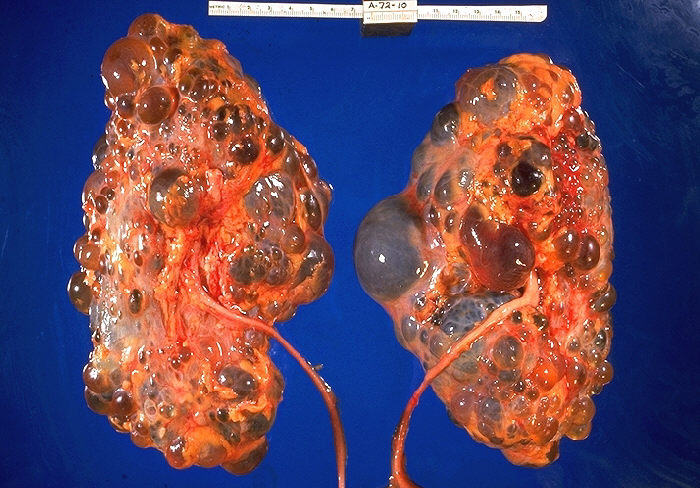
Rene policistico di tipo adulto

Le cellule di rivestimento delle cisti sono cellule epiteliali con una sviluppata attività proliferativa e secernono liquido che favorisce la crescita delle cisti stesse, agevolata anche da una alterazione della matrice extracellulare, fattori che, se associati, sono alla base dell'ingrandimento delle cisti.
Le modificazioni che si verificano in questa malattia sono probabilmente legate alla funzione del Calcio come secondo messaggero, che in questa malattia risulta avere delle concentrazioni anomale a causa delle mutazioni sulla policistina 1 (o sulla 2) che fanno parte di un complesso che regola la concentrazione del Calcio intracellulare.

## Anatomia Patologica
I reni sono molto grandi (fino a 4 kg) con una superficie esterna costituita da una massa di cisti con un diametro che può arrivare a 4 cm che originano da diversi tratti del nefrone.
All'interno delle cisti è presente un liquido generalmente torbido.

## Aspetti clinici
In un certo numero di casi (secondo alcuni fino alla metà) il rene policistico è asintomatico. Nei rimanenti casi l'aumento progressivo delle dimensioni delle cisti porta a un'alterazione della funzionalità renale, che lentamente evolve verso gradi crescenti di insufficienza renale. Questa è più precoce nei casi di PKD1 rispetto ai casi di PKD2 conducendo all'insufficienza renale terminale, in media a 54 anni nel primo e 74 anni nel secondo caso.
Il più delle volte il paziente si rivolge al nefrologo perché ha riscontrato la malattia con un esame ecografico, sospettandola in quanto altri familiari ne sono affetti. Spesso è presente ematuria (presenza microscopica o macroscopica di sangue nelle urine), dovuta a emorragia all'interno delle cisti, o dolore dovuto allo sviluppo di calcoli (che si formano più facilmente in questi soggetti, perché vengono prodotte minor quantità di citrati, che normalmente aumentano la solubilità dei sali nelle urine) o infezioni renali.
Circa il 40% delle persone hanno almeno una cisti epatica (in genere asintomatica), altri possono sviluppare aneurismi a bacca intracranici che sono una frequente causa di morte per questi pazienti oppure possono avere un prolasso della valvola mitrale (generalmente asintomatiche).
Un evento drammatico, ma molto raro, è la rottura di una cisti. Se questa avviene nelle vie urinarie si ha evidente ematuria, se invece la rottura avviene nel recesso retoperitoneale si ha dolore e febbre e spesso sintomi di peritonite. A volte reni policistici con grandi cisti possono dare sensazione di ingombro. Spesso può anche comparire ipertensione, probabilmente per la maggior produzione di renina dovuta alla compressione di vasi da parte delle cisti, parallelamente all'aumento di dimensioni del rene.
Le principali cause della morte sono associate ad eventi cardiovascolari ischemici oppure all'ipertensione, ma sono da tenere in considerazione anche altre cause di morte quali ad esempio le infezioni o la rottura di aneurismi a bacca intracerebrali.

## Diagnosi
Mentre una volta si poteva sospettare la malattia solo nei casi avanzati, in cui la palpazione addominale rivelava la presenza di un rene di dimensioni aumentate, oggi la diagnosi è facile anche nelle forme precoci, eseguendo un'ecografia, che offre buone garanzie di precisione ed è ben tollerata dal paziente. Nei casi controversi, la TAC può risolvere ulteriori dubbi.

## Terapia
La prevenzione delle infezioni e della formazione di calcoli può in qualche modo ritardare l'evoluzione della malattia, ma non può bloccare il danno renale, che si manifesta come insufficienza renale cronica e progressiva fino all'uremia e, come tale, può essere trattato con emodialisi o trapianto renale.
Il controllo dell'ipertensione arteriosa e della dislipidemia oltre che degli altri sintomi di insufficienza renale, non solo rallenta la evoluzione della malattia, ma evita i sintomi più gravi connessi al progredire del danno renale
La recente introduzione (settembre 2018)[* https://farmaci.agenziafarmaco.gov.it/aifa/servlet/PdfDownloadServlet%3FpdfFileName%3Dfooter_002238_044202_RCP.pdf%26retry%3D0%26sys%3Dm0b1l3%26ved%3D2ahUKEwiSpcOvvJz7AhWJyaQKHR1CD4oQFnoECA8QAQ%26usg%3DAOvVaw0efdqEtUgxO1mTCnOj5i3Q] nella pratica clinica di farmaci specifici in grado di influenzare il meccanismo patogenetico, ha modificato l'evoluzione naturale della malattia nei pazienti con danno renale ingravescente, ritardando il trattamento dialitico fino a un anno ogni tre di trattamento. Non esistono ancora evidenze che dimostrino che l'assunzione del farmaco in fasi precoci, in soggetti che non abbiano ancora sviluppato malattia renale cronica, influenzi la progressione della malattia. 
[* Effectiveness of Tolvaptan in the Treatment for Patients with Autosomal Dominant Polycystic Kidney Disease: A Meta-analysis
PMID: 31793415 DOI:10.2174/1386207322666191203092715] 
L'azione farmacologica del tolvaptan si fonda sull'inibizione selettiva dei recettori della vasopressina 2, attraverso la quale determina una riduzione dei livelli di AMPc, un messaggero intracellulare responsabile della formazione di nuove cisti [* Tolvaptan in the treatment of autosomal dominant polycystic kidney disease: patient selection and special considerations
Int J Nephrol Renovasc Dis. 2018; 11: 41–51.Published online 2018 Jan 31. doi: 10.2147/IJNRD.S125942]

## Rene policistico giovanile
È una variante molto più rara e si trasmette come carattere autosomico recessivo.